# Maîtresse
Maîtresse ("Mestra" em francês) é um filme francês de 1975, do gênero drama romântico, dirigido por Barbet Schroeder e estrelado por Bulle Ogier e Gérard Depardieu.
O filme causou polêmica na época em que foi lançado por causa de suas cenas BDSM, em especial uma cena não-simulada em que a protagonista prega o pênis de um cliente submisso numa madeira. Essa cena não foi feita por Bulle Ogier, e sim por uma dominatrix de verdade que agiu como dublê nessa cena e como consultora durante as gravações em geral. Além disso, os figurantes sadomasoquistas que aparecem no filme eram escravos dessa dominatrix na vida real.
No Reino Unido, o filme foi impedido de ser exibido nos cinemas após ser avaliado pela British Board of Film Classification em 1976. Cinco anos depois, o filme foi finalmente exibido no país após ter três cenas cortadas. Maîtresse só foi lançado sem cortes no Reino Unido após sua terceira avaliação em 2003.

## Sinopse
Olivier é um homem do interior que se encontra com seu amigo em Paris. Os dois são vigaristas que planejam golpes e vão de porta em porta até encontrarem uma mulher, Ariane, cujo encanamento precisa ser consertado. Eles a ajudam e descobrem que a proprietária do andar de baixo está ausente, então eles aproveitam a oportunidade para assaltar o lugar. No entanto, eles descobrem que o andar de baixo na verdade é uma câmara de tortura de Ariane e que ela é uma dominatrix profissional. Ariane algema os dois ladrões, mas logo em seguida liberta Olivier e pede que ele a auxilie com um pedido de um cliente. Eles rapidamente sentem-se fortemente atraídos um pelo outro e Olivier aos poucos fica obcecado por ela.
Olivier passa a morar com Ariane e percebe que o trabalho de dominatrix gera mais dinheiro do que ele imaginava. Pouco depois ele descobre que ela sustenta um filho com o trabalho dela e que há mistérios envolvendo ela e um homem de negócios. À medida que o amor cresce, Olivier tenta entender a situação e assumir o controle de Ariane, que ele acredita estar assustada em seu trabalho e que precisa de ajuda, mas ela nega afirmando que ama ser dominatrix e que não deseja abandonar essa vida.

## Elenco
- Gérard Depardieu como Olivier, homem que se apaixona por Ariane.
- Bulle Ogier como Ariane, dominatrix que se apaixona por Olivier.
- André Rouyer como Mario, amigo de Olivier que tenta assaltar um apartamento.
- Nathalie Keryan como Lucienne, secretária/diarista de Ariane.
- Roland Bertin como um cliente submisso preso numa gaiola.
- Tony Taffin como Emile, um mordomo que também é cliente de Ariane.
- Holger Löwenadler como Gautier, parceiro de negócios de Ariane.

## Opinião da crítica
No site do agregador de críticas Rotten Tomatoes, o filme possui uma aprovação de 88% baseado em 8 análises, com uma nota média de 7,6/10. Numa análise de 1976, Danielle Spencer, do Los Angeles Free Press, descreveu a obra como "um balé habilmente executado de paixão e dor".
O crítico de cinema Dennis Schwartz diz que o filme "foi um choque quando lançado pela primeira vez e proibido em vários locais. Hoje o choque passou e o filme é reverenciado". Para Cole Smithey, "os aficionados do fetiche encontrarão muito o que admirar na descrição inovadora de Barbet Schroeder sobre uma masmorra BDSM governada pela carismática dominadora interpretada por Bulle Ogier, Ariane, neste drama romântico".